# Amalia Bautista
Pour les articles homonymes, voir Bautista (homonymie).
Œuvres principales
Cárcel de amor (1988)
La mujer de Lot y otros poemas (1995)
Cuéntamelo otra vez (1999)
Hilos de seda (2003)
Estoy ausente (2004)
Tres deseos, Poesía reunida (2006)
Roto Madrid (2008)
Amalia Bautista, née en 1962 à Madrid, est une poétesse et journaliste espagnole.

## Biographie
Amalia Bautista est licenciée en sciences de l'information de l'Université complutense de Madrid. Elle publie son premier recueil à l'âge de 26 ans, en 1988, et travaille actuellement au service de presse du Conseil supérieur de la recherche scientifique, équivalent espagnol du CNRS français.
Cependant, elle est surtout connue pour son œuvre poétique, développée dans une trajectoire brève mais dense et très intéressante qui, à ce jour, a produit trois ouvrages imprimés : Cárcel de amor (Sevilla, 1988), La mujer de Lot y otros poemas (Málaga, 1995) et Estoy ausente.
Malgré le faible volume de sa production poétique, Amalia Bautista a mérité l'intérêt des lecteurs et des critiques spécialisés dans la poésie espagnole de la fin du millénaire, ce qui l'a amenée à figurer dans les anthologies les plus représentatives de cette période.

## Œuvre
Le poète Jesús Beades souligne que l'œuvre d'Amalia Bautista se caractérise par des poèmes courts, le fréquent usage de l'endécasyllabe et la transparence du lexique. Il ajoute que sa thématique la rapproche d'autres poètes espagnols contemporains tels que Julio Martínez Mesanza (es) ou Luis Alberto de Cuenca (es).
- Cárcel de amor, Renacimiento, Séville, 1988
- La mujer de Lot y otros poemas, Llama de amor viva, Malaga, 1995
- Cuéntamelo otra vez, La Veleta, Grenade, 1999
- La casa de la niebla (anthologie 1985-2001), Université des îles Baléares, 2002
- Hilos de seda, Renacimiento, Séville, 2003
- Estoy ausente, Pre-Textos, Valence, 2004
- Pecados (en collaboration avec Alberto Porlan), El Gaviero, Almeria, 2005
- Tres deseos, Poesía reunida, Renacimiento, Séville, 2006
- Luz del mediodía (anthologie), Universidad de las Américas Puebla (Mexique), 2007
- Roto Madrid, avec des photographies de José del Río Mons, Renacimiento, Séville, 2008
- Falsa pimienta, Renacimiento, Séville 2013
- La sal en nuestros labios (anthologie), Destrazas Ediciones, Puebla (Mexique) 2018
- Floricela, Madrid, 2019
- Conta-mo outra vez, Lisbonne, 2020

Son premier recueil de poèmes pour enfants, Floricela, paraît en 2019 aux éditions La Bella Varsovia, à Madrid. Les illustrations sont de Bea Enríquez.
Amalia Bautista est également bien représentée dans diverses anthologies de la poésie espagnole contemporaine, tant en Espagne qu'à l'étranger :
- Una generación para Litoral, Litoral, Malaga, 1988
- Ellas tienen la palabra, Hiperión, Madrid, 1997
- La poesía y el mar, Visor, Madrid, 1998
- Raíz de amor, Alfaguara, Madrid, 1999
- La generación del 99, Nobel, Oviedo, 1999
- Un siglo de sonetos en español, Hiperión, Madrid, 2000
- Cambio de siglo. Antología de poesía española 1990-2007, Hiperión, Madrid, 2007
- Las moradas del verbo. Poetas españoles de la democracia, Calambur, Madrid, 2010
- Rojo dolor (anthologie), Renacimiento, Séville 2021

### Traductions
Des poèmes d'Amalia Bautista sont parus dans des anthologies en langues arabe, italienne, portugaise et russe :

#### Italien
- Collectif, Con gioia e con tormento : Poesie autografe di autori spagnoli contemporanei, Miguel Salas Diaz (dir.), Raffaelli Editore, Rimini, 2006  (ISBN 88-89642-21-1)[2]

#### Portugais
- Poesia espanhola de agora, anthologie de poèmes choisis et traduits de l'espagnol par Joaquim Manuel Magalhães, Relógio d'Água, Lisbonne 1997
- Trípticos Espanhóis-3º, anthologie de poèmes d'Amalia Bautista, Pablo García Casado et Luis Muñoz choisis et traduits de l'espagnol par Joaquim Manuel Magalhães, Relógio d’Água, Lisbonne, 2004
- Estou ausente, traduit de l'espagnol par Inês Dias, Averno, Lisbonne 2013
- Coração desabitado, anthologie (70 poèmes choisis et traduits de l'espagnol par Inês Dias), Averno, Lisbonne 2018
- Conta-mo outra vez, traduit de l'espagnol par Inês Dias, Ed. Averno, Lisbonne 2020
- Trevo (regroupe 3 recueils traduits par Inês Dias: Cárcel de amor, Cuéntamelo otra vez et Estoy ausente) Averno, Lisbonne 2021